# Rjažskij rajon
Il Rjažskij rajon (in russo Ряжский район?) è un rajon dell'Oblast' di Rjazan', nella Russia europea; il capoluogo è Rjažsk. Istituito nel 1965, ricopre una superficie di 1.019 chilometri quadrati ed ospita una popolazione di circa 29.000 abitanti.